# Wittigreaktion
Wittigreaktion eller Wittigolefinering er en kemisk reaktion hvor en aldehyd eller en keton reagerer med en trifenil fosforylid kaldet Wittigreagent. Wittigreaktioner er mest almindeligt til at omdanne aldehyder og ketoner til alkener. Ofte bliver wittigreaktionen brugt til at introducere en methylengruppe ved brug af methylenetrifenylfosforan (Ph3P=CH2). Ved brug af reaktionen er det muligt at omdanne selv stereolåste ketoner, som kamfer, kan omdannes til methylenderivater.